# Lý Thành Lương
Lý Thành Lương (1526 - 1615), tên tự là Nhữ Khê (汝契), hiệu là Dẫn Thành (引城), người Thiết Lĩnh (nay là Thiết Lĩnh, tỉnh Liêu Ninh), bản quán là họ Lý ở Tinh Châu, là tướng lĩnh vào thời sau của nhà Minh. Theo Minh sử ghi lại, tổ tiên của Lý Thành Lương là Lý Anh, người Triều Tiên, phục vụ cho nhà Minh, truyền đời làm chỉ huy vệ Thiết Lĩnh. Minh sử ghi rằng Lý Anh di cư từ bán đảo Triều Tiên đến Thiết Lĩnh, tuy nhiên cũng có thuyết cho rằng Lý Anh có huyết thống Mông Cổ, Nữ Chân hay Hán.
Họ Lý có nhiều tướng tài. Trong 30 năm trấn thủ Liêu Đông đã 10 lần dâng tấu báo thắng lớn. Song do thanh thế ngày càng lớn nên trở thành kiêu căng, xa xỉ vô độ, năm Vạn Lịch thứ 36 bị bãi chức, đến năm Vạn Lịch thứ 43 thì mất. Lý Thành Lương hai lần nhậm chức Tổng binh Liêu Đông, lần thứ nhất kéo dài 22 năm, lần thứ hai kéo dài 8 năm, tổng cộng là 30 năm. Minh sử ghi về Lý Thành Lương "anh nghị kiêu kiện, hữu đại tướng tài" (nghĩa là "tài năng, quyết chí, mạnh mẽ và cường tráng; là một đại tướng tài giỏi").

## Cuộc sống
Năm Vạn Lịch nguyên niên (1573), Tổng binh Liêu Đông Lý Thành Lương cho đắp sáu thành lũy.
Năm thứ 2 (1574), Vương Cảo quấy nhiễu Liêu Dương, Thẩm Dương. Lý Thành Lương đốc binh tấn công giặc Vương Cảo tại Cổ Lặc trại, chém đầu hơn một nghìn người. Trong chiến dịch này, Nỗ Nhĩ Cáp Xích và em trai Thư Nhĩ Cáp Tề bị bắt, trở thành nô bộc cho Lý Thành Lương.
Năm thứ 8 (1580), Hoàng đế tuyên dương công lao trấn thủ Liêu Đông của Lý Thành Lương, cho lập thạch phường (cổng đá) (nay nằm tại Bắc Trấn, Cẩm Châu, Liêu Ninh. Vương Cảo sau đó lại tái xuất binh xâm phạm, bị quân Minh đánh bại, Vương Cảo bị bắt, xé xác phanh thây.
Năm thứ 10 (1582), con trai Vương Cảo là A Thái (cũng viết là A Đài), chống đối nhà Minh, tháng 9, Tổng binh Liêu Đông Lý Thành Lương đến đánh A Đài ở Cổ Lặc trại.
Tháng 2 năm thứ 11 (1583), Lý Thành Lương lại tấn công A Đài, phụ thân của Nỗ Nhĩ Cáp Xích là Tháp Khắc Thế, là thông gia với Vương Cảo. Tuy vậy, Tháp Khắc Thế vẫn quy thuận Lý Thành Lương, song Lý Thành Lương và Ni Kham Ngoại Lan lại cố ý giết chết ông. Nỗ Nhĩ Cáp Xích cực kỳ bất mãn, Lý Thành Lương bèn giao đất đai, người ngựa của Tháp Khắc Thế cho Nỗ Nhĩ Cáp Xích, cho ông và con cháu được thừa tập làm Đô đốc, coi như là bồi thường. Sau khi Nỗ Nhĩ Cáp Xích thống nhất các bộ Nữ Chân, lập nên Hậu Kim, đã coi việc báo thù tổ phụ là một trong "Thất đại hận".
Lý Thành Lương cực giàu sang, kiêu căng, xa xỉ vô độ, ức hiếp toàn dân buôn bán tại Liêu Đông. Năm Vạn lịch thứ 19 (1591), Lý Thành Lương bị bãi quan. Năm thứ 29 (1601), Đại học sĩ Trầm Nhất Quán (沈一貫) đề nghị Lý Thành Lương cùng khởi nghĩa ở Liêu Đông, song vào lúc đó, ông lại không có tham vọng cao lớn. Năm thứ 34 (1606), Lý Thành Lương nhân "địa thế cô lập khó trấn giữ", bỏ 6 thành trì ở tả Liêu, dời 64 nghìn hộ cư dân vào nội địa, bị các đại thần trong triều khiển trách.
Năm thứ 36 (1608), Lý Thành Lương bị bãi chức, Hùng Đình Bật (熊廷弼) lúc bấy giờ trấn thủ Liêu Đông, chỉ ra rằng Lý Thành Lương phạm phải tội lỗi đáng phải giết. Đế năm thứ 43 (1615), Lý Thành Lương mất tại Bắc Kinh, táng ở phía Bắc Ngưỡng Sơn (nay ở phụ cận Bắc Kinh). Sau khi Lý Thành Lương mất ba năm, vào năm Vạn Lịch thứ 46 (1618), Nỗ Nhĩ Cáp Xích chiếu cáo "Thất đại hận" với triều đình nhà Minh, chính thức tuyên chiến với nhà Minh.
Lý Thành Lương có nhiều người con trai, trưởng tử Lý Như Tùng (李如松) từng đánh bại tướng Nhật Bản Konishi Yukinaga (Tiểu Tây Hành Trường) tại Triều Tiên. Ngoài ra còn có Lý Như Bá, Lý Như Trinh, Lý Như Chương, Lý Như Mai, tộc tử Lý Như Tử, Lý Như Ngô, Lý Như Quế, Lý Như Nam, tất cả đều kiêu dũng thiện chiến, có được uy phong của cha anh, đương thời gọi là "Lý gia cửu hổ tướng".